# Riu Senegal

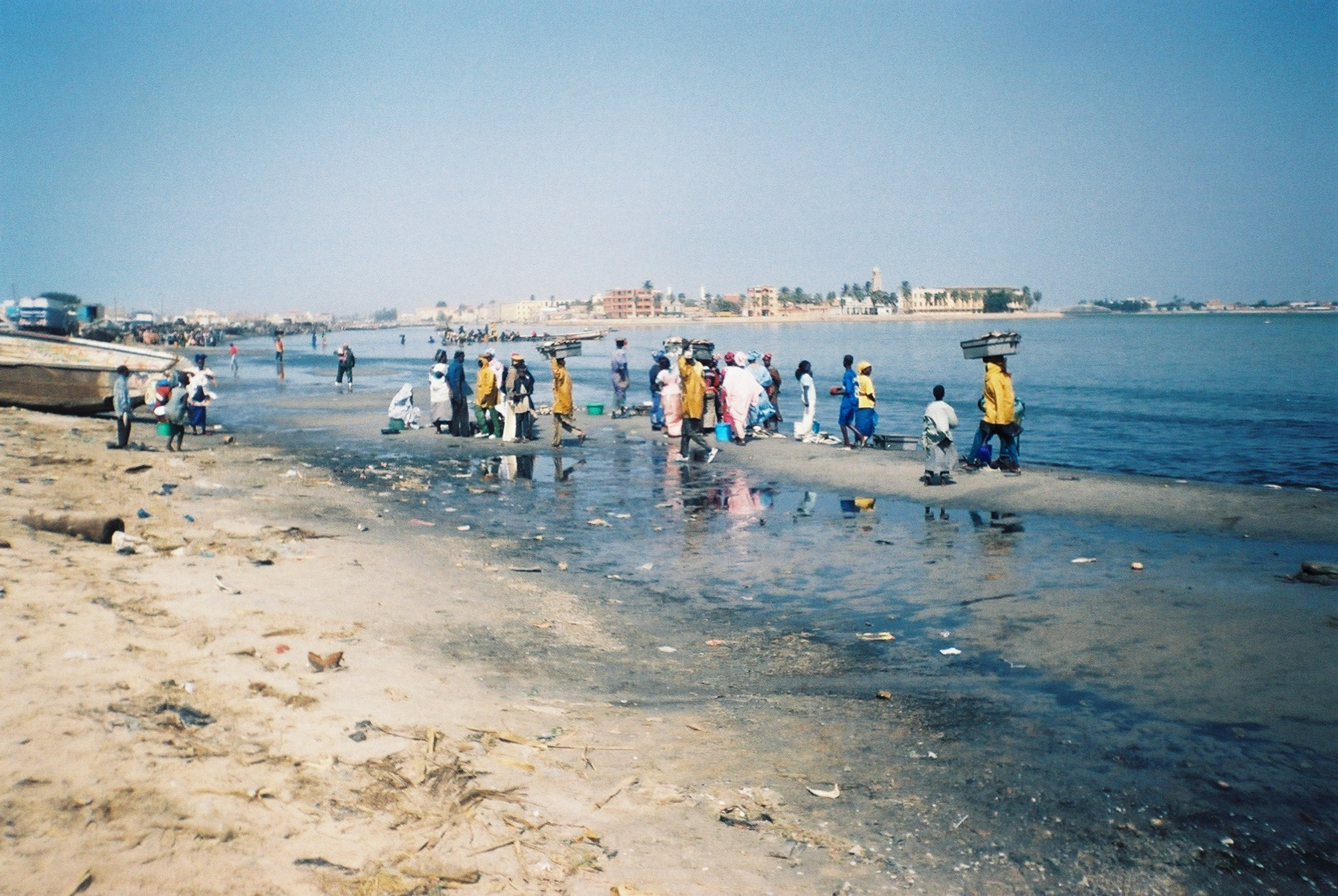
Pescadors portant caixes de peix a l'estuari del Senegal vora Saint Louis

El riu Senegal és un riu d'Àfrica que neix a Guinea, a l'altiplà de Fouta Djalon, amb el nom de Bafing. Només és navegable en el seu curs baix, ja que presenta ràpids en el curs alt.
La fauna aquàtica de la conca del riu Senegal està estretament associada a la de la conca del riu Gàmbia, i les dues se solen combinar sota una sola ecorregió coneguda com a Conques Senegal-Gàmbia. Tot i que la riquesa d'espècies és moderadament alta, només tres espècies de granotes i un peix són endèmiques d'aquesta ecorregió.
El riu té dues grans preses al llarg del seu curs, la presa polivalent de Manantali a Mali i la presa de Maka-Diama aigües avall a la frontera entre Mauritània i el Senegal, prop de la sortida al mar, impedint l'accés de l'aigua salada aigües amunt. Entre Manantali i Maka-Diama hi ha la central hidroelèctrica de Félou que es va acabar originalment el 1927 i utilitza un sobreeixidor. La central elèctrica es va substituir el 2014. El 2013 es va iniciar la construcció de la central hidroelèctrica de Gouina aigües amunt de Felou a les Cascades Gouina.
El riu Senegal té una conca hidrogràfica de 270.000 km², un cabal mitjà de 680 m3/s, i un cabal anual de 21,5 km3. Els afluents importants són el riu Falémé, el Riu Karakoro i el riu Gorgol.
Aigües avall de Kaédi el riu es divideix en dos braços. El ramal esquerre anomenat Doué discorre paral·lel al riu principal al nord. Després de 200 km els dos ramals es reuneixen uns quants quilòmetres aigües avall de Pondor. La llarga franja de terra entre les dues branques s'anomena Île á Morfil.
En l'actualitat, només es fa un ús molt limitat del riu per al transport de mercaderies i viatgers. L'OMVS ha estudiat la viabilitat de crear un canal navegable de 55 m d'amplada entre la petita ciutat d’Ambidédi a Mali i Saint-Louis, una distància de 905 km. Donaria a Mali, sense litoral, una ruta directa a l'oceà Atlàntic.

## Etimologia
El cronista del segle xvi, João de Barros, assegura que els portuguesos el van canviar el nom de "Senegal" perquè aquest era el nom personal d'un cap de Wolof local que sovint feia negocis amb els comerciants portuguesos. Però aquesta etimologia és dubtosa (per exemple, el governant de l'estat fluvial senegalès de Waalo porta el títol de " Brak ", i Cadamosto dona el nom personal del cap del riu Senegal com "Zucholin"). La confusió pot haver sorgit perquè Cadamosto diu que els portuguesos van interactuar sovint amb un cert cabdill wolof al sud del riu, en algun lloc de la Grande Côte, al qual es refereix com a Budomel. "Budomel" és gairebé segurament una referència al governant de Cayor, una combinació del seu títol formal (" Damel "), prefixat pel terme genèric wolof bor ("senyor"). Curiosament, Budomel recorda el Vedamel que ja feien servir els genovesos al segle xiv com a nom alternatiu del riu Senegal. És gairebé segur que els genovesos "Vedamel" són corrupcions de l'àrab, ja sigui Wad al-mal ("Riu del tresor", és a dir Gold) o, alternativament, Wad al-Melli ("Riu de Mali") o fins i tot, per error de transcripció, Wad al-Nill ("Riu del Nil").

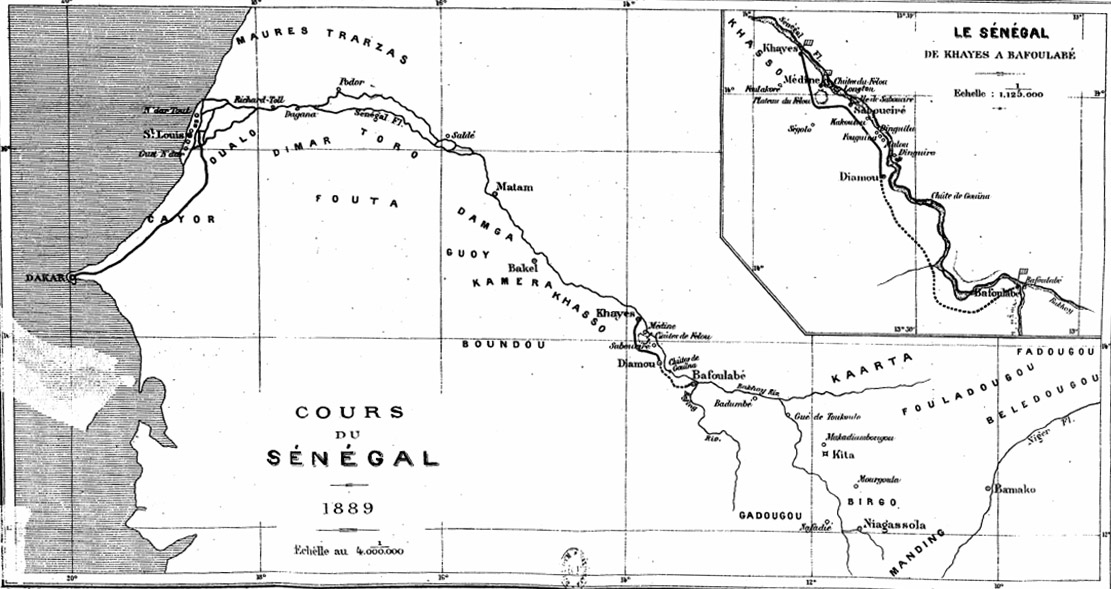
Ruta del Senegal, mapa de 1889

Abunden altres teories etimològiques de "Senegal". Un de popular, proposat per primera vegada pel P. David Boilat (1853), va ser que "Senegal" prové de la frase wòlof sunu gaal, que significa "la nostra canoa" (més precisament, "la nostra piroga "). Bailot especula que el nom probablement va sorgir com un malentès, que quan un capità portuguès es va trobar amb uns pescadors wólof i els va preguntar quin era el nom del riu, van creure que estava preguntant a qui era el seu vaixell de pesca i va respondre simplement "és el nostre canoa" (sunu gaal). La teoria de la "nostra canoa" ha estat acceptada popularment al Senegal modern pel seu encant i atractiu a la solidaritat nacional ("tots estem en una canoa", etc.).
Historiadors més recents suggereixen que el nom "Senegal" és probablement una derivació d’Azenegue, el terme portuguès per al poble berber saharià Zenaga que vivia al nord d'aquest.
Un fort repte a aquesta teoria és que "Senegal" és molt més antic, i podria derivar de "Sanghana" (també s'anomena Isenghan, Asengan, Singhanah), una ciutat descrita per l'historiador àrab Abu-Ubayd al-Bakrí l'any 1068 com a situada a la boca. del riu Senegal (a cavall entre les dues ribes) i la capital d'un regne local. La ubicació de Senegany està representada al mapa genovès de 1351 conegut com l'Atles Mèdici-Laurentià (portalà de Gaddiano laurentià). Aquesta ciutat ("Isingan") està representada de manera fantàstica al mapa portolà de 1413 de la cartògrafa mallorquina Mecia de Viladestes. El nom en si pot ser d'origen berber zenaga, relacionat especulativament amb 'Ismegh' ('esclau negre', anàleg a l'àrab 'abd) o 'sagui nughal’ ('frontera'). Algunes fonts afirmen que "Isinghan" va seguir sent el terme berber habitual per referir-se al regne wolof de Cayor.
Algunes persones serer del sud han avançat l'afirmació que el nom del riu deriva originalment del compost del terme serere "Sene" (de Rog Sene, Deïtat Suprema en la religió Serer) i "O Gal" (que significa "cos d'aigua").

## Geografia
Les capçaleres del Senegal són els rius Bakhoy i Bafing que tots dos neixen a Guinea; formen una petita part de la frontera entre Guinea i Mali abans d'ajuntar-se a Bafoulabé a Mali. Des d'allà, el riu Senegal flueix cap a l'oest i després cap al nord a través de les gorges de Talari prop de Galougo i sobre les Cascades Gouina, després passa més suaument per sobre de Kayes, on rep el Kolimbiné. Després de fluir juntament amb el Karakoro, perllonga el curs del primer per la frontera entre Mali i Mauritània durant unes desenes de quilòmetres fins a Bakel on desemboca juntament amb el riu Falémé, que també té el seu naixement a Guinea, i posteriorment discorre per una petita part del riu. a la frontera Guinea-Mali per després traçar la major part de la frontera Senegal-Mali fins a Bakel. El Senegal flueix més a través de terres semiàrides al nord del Senegal, formant la frontera amb Mauritània i cap a l'Atlàntic. A Kaedi accepta el Gorgol de Mauritània. Travessant Boghé arriba a Richard Toll on se li uneix el Ferlo procedent del lac de Guiers de l'interior del Senegal. Passa per Rosso i, apropant-se a la seva desembocadura, volta l'illa senegalesa on es troba la ciutat de Saint-Louis, per després girar cap al sud. Està separat de l'oceà Atlàntic per una fina franja de sorra anomenada Langue de Barbarie abans que s'aboqui a l'oceà mateix.

## Hidrologia
El riu Bafing transcorre cap al nord-oest penetrant a Mali i, després d'unir-se amb el riu Baoulé a Bafoulabé, Mali, a 1050 quilòmetres de la desembocadura, moment en què rep el nom de Senegal, forma la frontera entre Mauritània, que hi queda a la riba sud i el Senegal, que queda a la riba nord, en direcció nord-est per uns 830 km, El riu s’uneix amb el Falémé a prop de Bakel, al Senegal i d'aquest punt fins a Dagana, a 620 km, el riu flueix a través d’una vall al·luvial de fins a 19 km d’amplada, i continua fins a Richard-Toll, on comença un delta irregular amb moltes maresmes i illes tot desembocant a l'oceà Atlàntic, al costat de Saint Louis.
Les inundacions es produeixen a principis de setembre a Bakel, arribant a Dagana a mitjan octubre. Durant la temporada d’inundacions, el nivell de l’aigua augmenta de 3,5 metres, ocupa tota la vall amb un cabal 300 vegades superior al de l'època seca l’època seca. L’aigua salada fluïa riu amunt fins a Dagana durant la temporada seca i per prevenir-ho es va construir la presa de Diama, que es va acabar en 1986, prop de la desembocadura del riu i permet el conreu d'arròs i assegura el proveïment de l'aigua dolça canalitzada fins Dakar des del llac de Guiers. La desembocadura s'ha desviat cap al sud pel Corrent de Canàries i pels vents alisis que bufen del nord; el resultat ha estat la formació d’un llarg arenal, la Llengua de Barbaria (Langue de Barbarie).
Entre 1982 i 1988 es va construir la presa de Manantali a la regió de Kayes per proveir d'electricitat, però va provocar més deforestació i reassentaments de població. La inundació anual s'ha reduït a una inundació artificial de dues setmanes que ha tingut un.impacte greu en l'agricultura tradicional del conreu del sorgo, substituit per l'arròs, que es produeix a preus no competitius per la manca d'infraestructures. El riu Senegal solia proporcionar nutrients a les planes i les inundacions anuals solien recarregar la capa freàtica de les zones aigües avall i s'ha reduit significativament la pesca i el pasturatge de bestiar. El canvi del gra local a l’arròs, i la reducció del consum de peix també tenen impactes negatius sobre la dieta de la població local, i s'han infesta la vall del Senegal amb malalties transmeses per l'aigua, especialment l'esquistosomiasi i la malària.

## Organització per al Desenvolupament del Riu Senegal
L'Organisation pour la mise en valeur du fleuve Sénégal (Organització per al Desenvolupament del Riu Senegal) és una organització que agrupa Guinea, Mali, Mauritània i el Senegal amb la finalitat de gestionar conjuntament el riu Senegal i la seva conca de drenatge. El 1963 es va establir una organització predecessora, l'Organisation des Etats Riverians du Fleuve Sénégal, amb els quatre països per gestionar la conca del Senegal i el riu mateix, que es va dissoldre quan Guinea es va retirar a causa de tensions polítiques i els tres països restants van crear l'OMVS en 1972, a la que Guinea es va incorporar en 2006.

## Territoris històrics
A la conca nord del riu Senegal s'hi constituïren, d'oest a est, els emirats de Trarza, Brakna i Tagant. Els geògrafs àrabs, com Al-Massudí (957), Abu-Ubayd al-Bakrí (1068) i Al-Idrissí (1154) van proporcionar algunes de les primeres descripcions del riu Senegal, creient que estava connectat amb el Níger formant un únic riu que flueix d’est a oest, conformant una branca occidental del Nil o que provenia de la mateixa font, i el van anomenar el "Nil occidental".

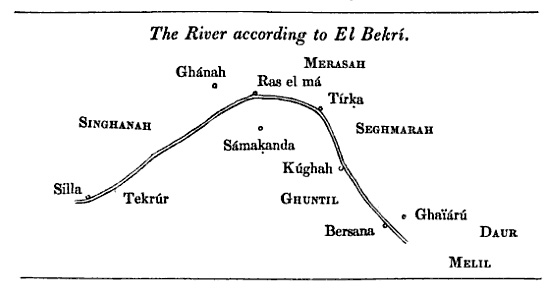
Nil occidental (riu Senegal-Níger) segons al-Bakri (1068)

### Representació cartogràfica

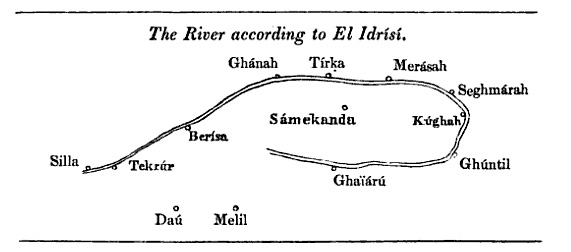
Nil occidental (riu Senegal-Níger) segons Muhammad al-Idrisi (1154)

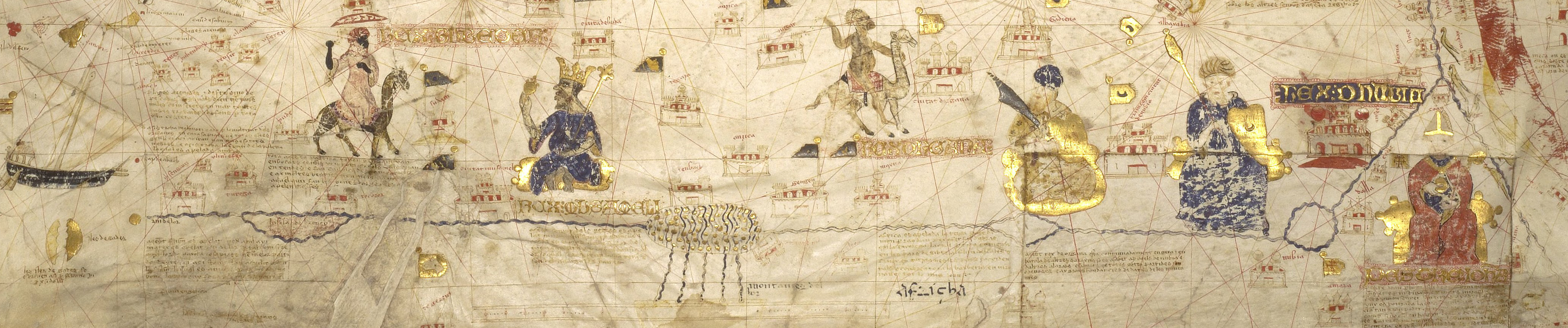
Curs del "Riu d'Or" (Senegal-Níger) a la carta portulana de 1413 de Mecia de Viladestes.

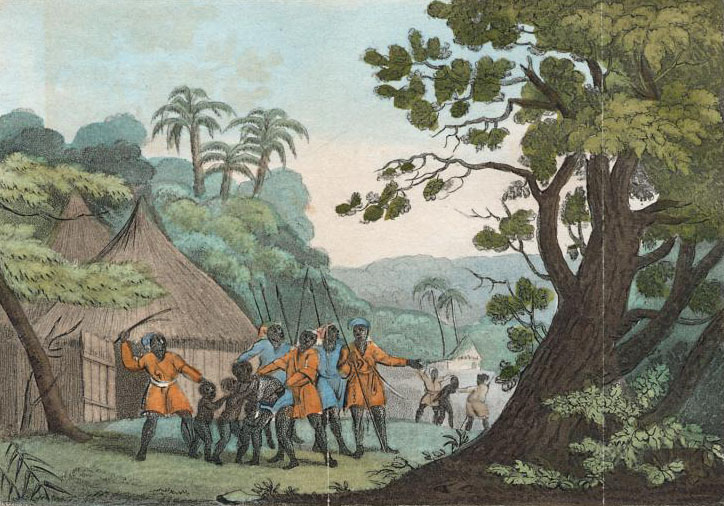
Comerç d'esclaus al llarg del riu Senegal, regne de Cayor

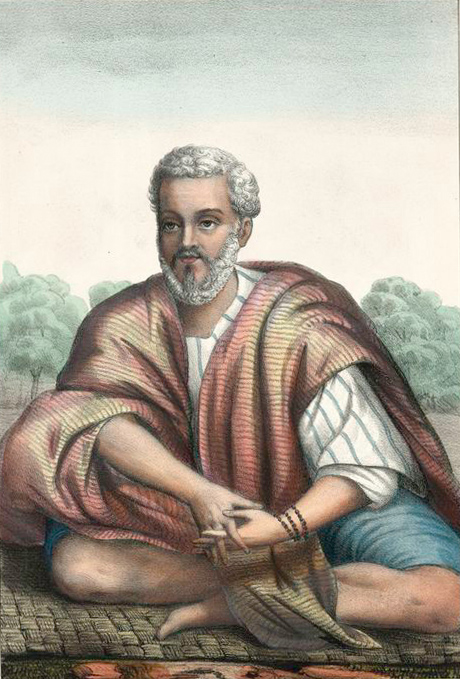
Home morisc, regió de Trarza a la vall del riu Senegal, abat David Boilat, 1853

### Contacte europeu

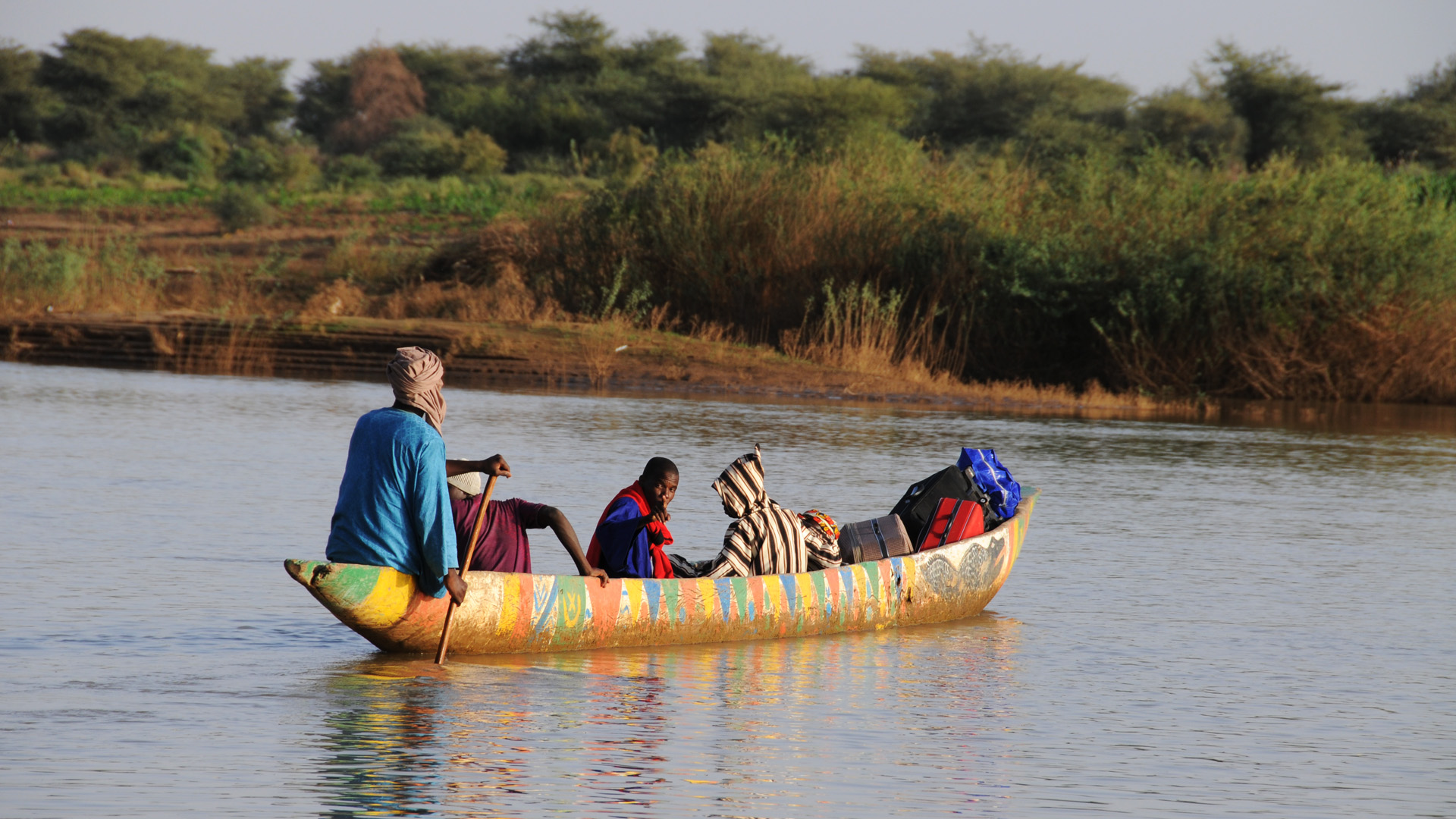
Vaixell al riu Senegal

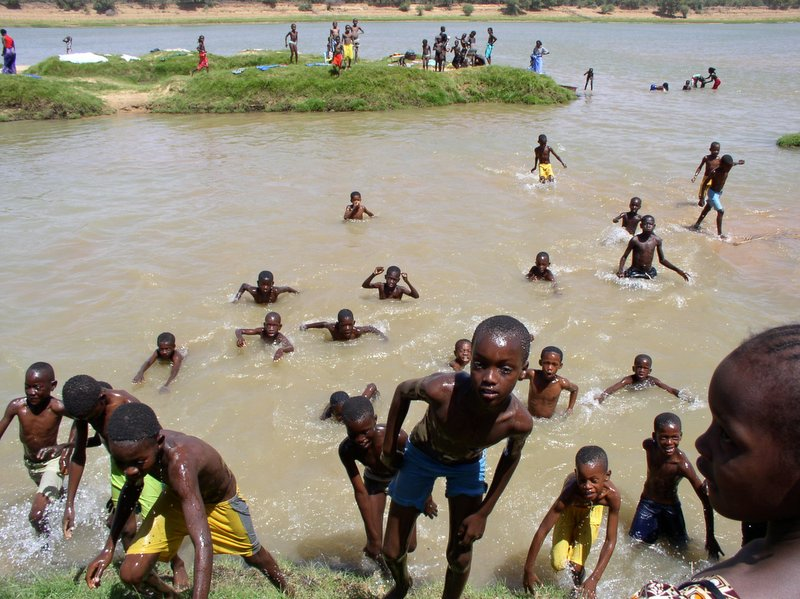
Nens joves nedant al riu Senegal

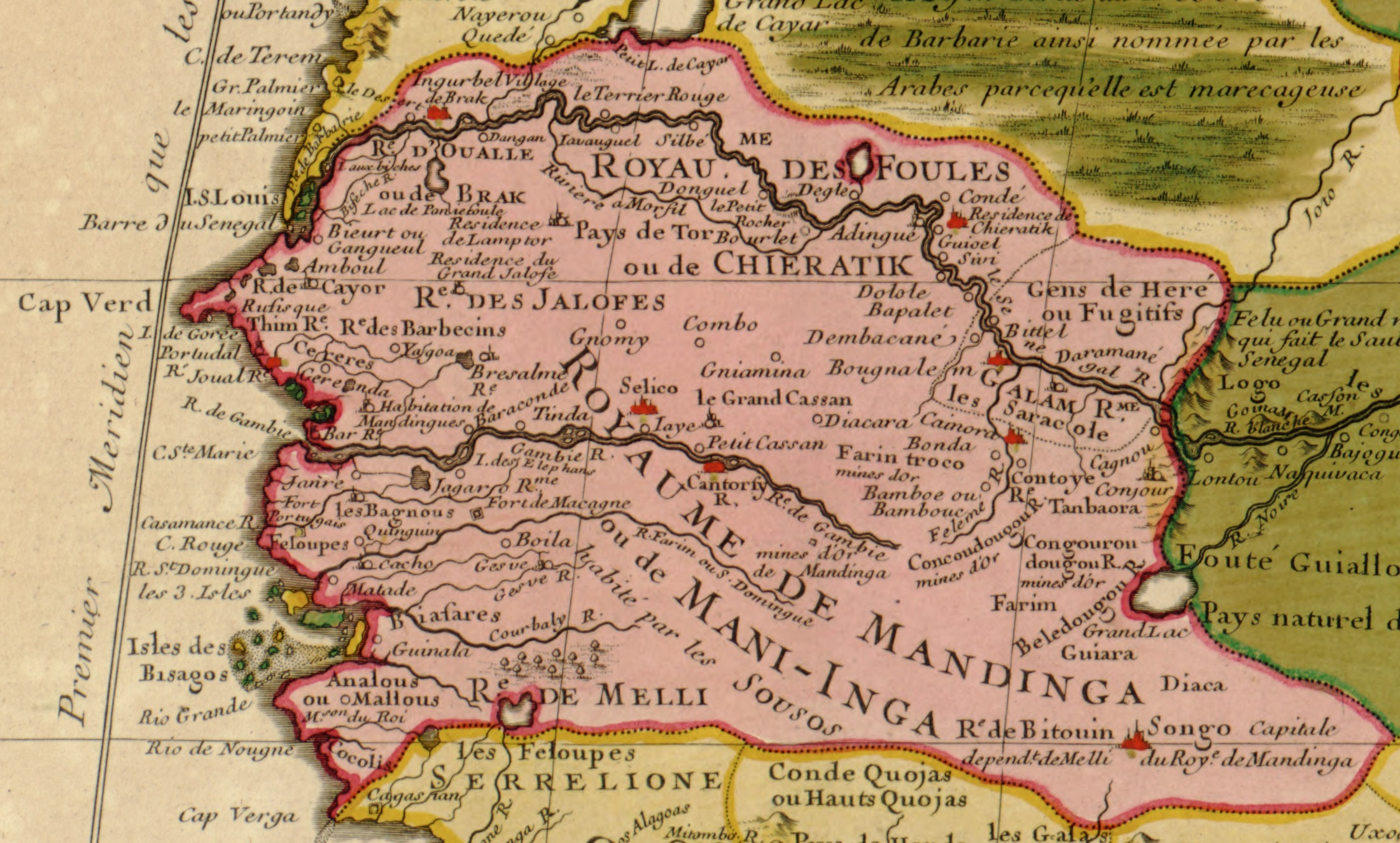
Regió de Senegambia, detall del mapa de Guillaume Delisle (1707), que encara assumeix el Senegal connectat al Níger; això seria corregit en les edicions posteriors del mapa de Delisle (1722, 1727), on es mostrava acabant en un llac, al sud del Níger.

## Història
L'existència del riu Senegal era coneguda per les primeres civilitzacions mediterrànies. Aquest riu o algun altre riu va ser anomenat Bambotus per Plini el Vell (possiblement del behemot fenici per a l'hipopòtam) i Nias per Claudi Ptolemeu. Va ser visitat per Hannó el Navegant al voltant de l'any 450 aC en la seva navegació des de Cartago a través dels pilars d'Hèracles fins a Theon Ochema (mont Camerun) al golf de Guinea. Hi va haver comerç des d'aquí fins al món mediterrani, fins a la destrucció de Cartago i la seva xarxa comercial d'Àfrica Occidental l'any 146 aC.